# Andreas Fischer (Politiker, 1977)
Andreas Fischer Bargetzi (* 1977; heimatberechtigt in Stetten und Füllinsdorf) ist ein Schweizer Politiker (Grüne).

## Leben
Andreas Fischer ist Archäologe und als Leiter des Bereichs Archive und Öffentlichkeitsarbeit bei der Archäologie Baselland tätig. Er ist Vater von drei Kindern und lebt in Möhlin.

## Politik
Andreas Fischer ist Mitglied der Kulturkommission der Gemeinde Möhlin.
Andreas Fischer rückte im September 2014 für die zurückgetretene Patricia Schreiber in den Grossen Rat des Kantons Aargau nach. Er war von 2014 bis 2015 Stellvertreter für die Kommissionen Öffentliche Sicherheit und Allgemeine Verwaltung. Seit 2016 ist er Mitglied der Kommission Allgemeine Verwaltung.
Fischer ist Präsident des Vereins Nie wieder Atomkraftwerk NWA Aargau und Co-Präsident von Nie wieder Atomkraftwerk NWA Schweiz.